# Бечки новогодишњи концерт
Бечки новогодишњи концерт је традиционални концерт класичне музике са широким телевизијским преносом који се одржава 1. јануара сваке године у Бечу. Концерт, који у Златној сали бечког Музикферајна изводи оркестар Бечке филхармоније, пре свега је посвећен делима композитора из породице Штраус (Јохана Штрауса оца, Јохана Штрауса сина, Едуарда Штрауса и Јозефа Штрауса), али повремено укључује и дела других композитора брзог, оптимистичног опуса: валцера, полки, мазурки, маршева.
Новогодишњи концерт Бечке филхармоније је, поред годишњег фестивала Песме Евровизије, вероватно најпознатији пренос Евровизије, дистрибутивне мреже Европске радиодифузне уније. Концерт се преноси у директном телевизијском преносу у 44 земље широм света укупној публици од око милијарду гледалаца (2006).

## Формат
Средишње место у програму сваког Бечког новогодишњег концерта заузимају дела породице Штраус, уз која се сваке године поставља и тежиште на неколико дела одабраног композитора, попут рецимо Ланера или Јозефа Хелмесбергера. Обично се изводи око дванаест дела, са паузом око половине програма. До 1990. године, Концерт је имао само један део, који је почињао у 12.15 часова и трајао је до 13.30 часова, а од 1991. године два дела, од којих први део почиње у 11.15 часова и у основи траје до 11.50 часова, када следи пауза, која траје до 12.15 часова. Тада почиње други део, који нешто проширен, траје у принципу до 13.40 часова, чиме укупно трајање програма са паузама износи око два и по часа.
Уз нека од дела се у телевизијском преносу приказују тематски одабране слике, као рецимо из села-музеја Нидерзулца. Током једног од комада у другом делу програма оркестру се у телевизијском преносу придружују парови из Балета Бечке државне опере и Бечке народне опере, који играју у дворцу Шенбрун. Осим овога, 2007. године су по први пут приказани и унапред припремљени балетски комади из барокних вртова замка Хоф. Током средишње паузе ОРФ у телевизијском преносу приказује филмове којима представља аустријску природу, архитектуру ...
Званични програм увек прати снажно ритуализован додатак од три биса. Први бис је брза полка по избору диригента, који ће пре извођења публици у сали навести композитора и назив дела. Други је чувени валцер На лепом плавом Дунаву Јохана Штрауса сина, чијих првих неколико тактова публика прекида аплаузом. Тада се диригент обраћа гледаоцима у сали и широм света, прво кратком пригодном поруком која се може односити на актуелни тренутак (попут рецимо проширења Европске уније), а потом ће им скупа са филхармоничарима углас пожелети срећну нову годину (Prosit Neujahr!). Обраћања и жеље за срећно ново лето неретко ће бити и на другим језицима осим немачког. Након извођења валцера На лепом плавом Дунаву, филхармоничари завршавају концерт свирајући Радецки марш, изузетно познато, брзо и весело дело током којег се диригент у правом тренутку окреће и „диригује“ публици која ритмичним тапшањем учествује у извођењу.
Одговарајући аплауз којим публика тражи бисеве никада не изостаје, али је концерт 2005. године под палицом Лорина Мазела ипак окончан без извођења Радецког марша у знак поштовања према жртвама цунамија у Индијском океану од 26. децембра 2004.
Златну концертну салу Бечког музичког друштва (Музикферајна) за прилику Новогодишњег концерта украшавају обилни цветни аранжмани које бечки цвећари састављају од цвећа које је од 1980. године традиционални поклон италијанског града Санрема. Од 1991. године, за режију Бечког новогодишњег концерта задужен је енглески режисер Брајан Ларџ.
Програм Бечког новогодишњег концерта се заправо изводи сваке године три пута: 30. децембра као предизвођење резервисано за припаднике аустријске војске, 31. децембра увече као Концерт новогодишње вечери и напокон 1. јануара као Новогодишњи концерт. (Припадници оркестра Бечке државне опере, од којих се састоји Бечка филхармонија, су у Аустрији ослобођени служења војног рока.) 2006. је по први пут телевизијски преношена и једна од генералних проба непосредно из сале за клизање Бечког клизачког друштва.

## Историја и место у култури
Концерт је први пут изведен 31. децембра 1939. године под диригентском палицом Клеменса Крауса. Од друге године, 1. јануара 1941, концерт се изводи око поднева првог дана нове године. Према мрежном месту Филхармоније, бечки филхармоничари настоје да понуде „музички дефинитивне интерпретације“ изведених дела, те да буду светски амбасадори аустријске културе. Музички програм је у исто време живахан и носталгичан, а на почетку Нове године његове разигране композиције буде оптимизам и задовољство. Велики број првих издања Бечког новогодишњег концерта изведен је у мрачном и тешком периоду Аустрије.
Телевизијски пренос из Музикферајна, први пут реализован 1959. године, остварује аустријска телевизија ОРФ у сарадњи са немачком ЦДФ, одакле се даље преноси посредством Евровизије. Уживање у преносу Бечког новогодишњег концерта је постало традиционални део новогодишњег ритуала многих породица. Непосредно након концерта сваког 1. јануара, Евровизија емитује и пренос такмичења у скијашким скоковима из Гармиш-Партенкирхена у Немачкој, једног из тзв. "турнира четири скакаонице".
Бечки новогодишњи концерт је популаран свугде у Европи и у новије време широм света. Потражња за картама је тако висока да се заинтересовани пријављују годину дана унапред како би учествовали у лутрији у којој ће срећни добитници бити у прилици да купе улазнице за концерт наредног јануара. Преносиле су га ПБС у Сједињеним Америчким Државама, ББЦ 2 у Уједињеном Краљевству, НХК у Јапану, итд. Од 2006. године, преноси се и у неколико афричких (Боцвана, Замбија, Зимбабве, Лесото, Малави, Мозамбик, Намибија, Свазиленд) и јужноамеричких земаља (Боливија, Еквадор).
Концерт се, наравно, сваке године снима и издаје у звучном и видео-запису.
Осим Бечке филхармоније, данас и велики број других оркестара изводи своје новогодишње концерте. Њихов програм може бити обликован по угледу на бечки или може бити заснован на локалној музичкој баштини.

## Диригенти
| Клеменс Краус (1893 - 1954)       | 1939, 1941-1945, 1948-1954.               |
| Јозеф Крипс (1902 - 1974)         | 1946, 1947.                               |
| Вили Босковски (1909 - 1991)      | 1955-1979.                                |
| Лорин Мазел (1930 - 2014)         | 1980-1986, 1994, 1996, 1999, 2005.        |
| Херберт фон Карајан (1908 - 1989) | 1987.                                     |
| Клаудио Абадо (1933 - 2014)       | 1988, 1991.                               |
| Карлос Клајбер (1930 - 2004)      | 1989, 1992.                               |
| Зубин Мехта (*1936)               | 1990, 1995, 1998, 2007, 2015.             |
| Рикардо Мути (*1941)              | 1993, 1997, 2000, 2004, 2018, 2021, 2025. |
| Николаус Арнонкур (1929 - 2016)   | 2001, 2003.                               |
| Сеиџи Озава (1935 - 2024)         | 2002.                                     |
| Марис Јансонс (1943 - 2019)       | 2006, 2012, 2016.                         |
| Жорж Претр (1924 - 2017)          | 2008, 2010.                               |
| Данијел Баренбојм (*1942)         | 2009, 2014, 2022                          |
| Франц Велзер-Мест (*1960)         | 2011, 2013, 2023                          |
| Густаво Дудамел (*1981)           | 2017.                                     |
| Кристијан Тилеман (*1959)         | 2019, 2024                                |
| Андрис Нелсонс (*1978)            | 2020.                                     |